# Famatinanthus
Famatinanthus , monotipski rod glavočika smješten u vlastitu potporodicu Famatinanthoideae i tribus Famatinantheae.
Jedina vrsta je argentinski endem F. decussatus, koji je izdvoje iz roda Aphyllocladus.

## Sinonimi
- Aphyllocladus decussatus Hieron.